# Тюрін Олександр Валентинович
Тюрін Олександр Валентинович (нар. 23 жовтня 1946 р., Ленінград) — фізик. Доктор фізико-математичних наук (1995); професор; директор Науково-дослідного інституту фізики при Одеського національного університету ім. І. І. Мечникова (2004); завідувач кафедри комп’ютерних та інноваційних технологій Інституту інноваційної та післядипломної освіти ОНУ ім. І. І. Мечникова (2001); керівник школи «Актуальні проблеми фотоніки».

## Біографія
Олександр Валентинович Тюрін народився 23 жовтня 1946 року в Ленінграді. Закінчив фізичний факультет Одеського державного університету ім. І. І. Мечникова (нині — Одеський національний університет ім. І. І. Мечникова) у 1969 році. Трудову діяльність розпочав у ОДУ ім. І. І. Мечникова (1969). Захистив кандидатську дисертацію (1975), докторську (1995). Працював на посаді завідувача лабораторії Науково-дослідного інституту фізики при ОДУ ім. І. І. Мечникова з 1978 року. Організував і очолив кафедру комп’ютерних та інформаційних технологій при Інституті інноваційної та післядипломної освіти ОНУ ім. І. І. Мечникова (2001). Директор Науково-дослідного інституту фізики при ОНУ ім. І. І. Мечникова з 2004 року. Керує школою «Створення наукових основ фототехнології». Олександр Валентинович — відомий спеціаліст у галузі запису і обробки оптичної інформації та комп’ютерних технологій. В 2007 році був нагороджений Почесною грамотою президії НАН України за визначний вклад у розвиток науки в Україні. Автор понад 100 наукових праць.

## Наукова діяльність
Основними напрямками науковій діяльності Тюріна Олександра Валентиновича є: 
- Фундаментальні та прикладні дослідження фізико-хімічних процесів, що стимулюються світлом у середовищах, з метою отримання нових уявлень про фотоіндукційні процеси й створення на їх основі композиційних світлочутливих матеріалів, оптичних елементів та елементної бази для фотоніки й оптоелектроніки;
- аналіз квазістаціонарних світлових хвильових фронтів з використанням методів інтерференції, голографії, спеклінтерферометрії і сингулярної оптики та перетворювання світлових хвильових фронтів за допомогою голографічних оптичних елементів при рішенні задач фотоніки та оптоелектроніки;
- комп’ютерна розробка керованих оптичних методів і приладів неруйнівного контролю і діагностики складних фізичних, технічних, біологічних, екологічних та інших систем.

Роботи в Науково-дослідному інституті фізики при ОНУ ім. І. І. Мечникова проводяться відповідно пріоритетним напрямкам розвитку науки і техніки «01. Фундаментальні дослідження з найважливіших проблем природничих, суспільних і гуманітарних наук» та «07. Нові речовини і матеріали» і зосереджені на вирішенні важливої науково-технічної проблеми — створення наукових основ фототехнології (технологій і процесів, у яких використовується світло), що є головним напрямком досліджень традиційної наукової школи, яку заснував професор Є. А. Кирилов і зараз очолює професор О. В. Тюрін.
О. В. Тюрін керує науковою школою «Актуальні проблеми фотоніки», основним предметом досліджень якої є фізико-хімічні процеси в діелектриках і напівпровідниках, що визначають не деструктивний та реверсивний запис оптичної інформації в реальному масштабі часу, а також оптичні методи керування і контролю у різноманітних галузях сучасної техніки. 
У ході цих досліджень отримані результати: розвинуті елементи теорії та методики фотохімічних процесів у лужно-галоїдних кристалах  і склоподібних напівпровідниках, а також визначення оптичних параметрів амплітудно-фазових трьохмірних пропускаючих голограм, що записані на їх основі. Розроблені нові фотохромні системи і механізми голографічного запису на їх основі, що працюють у режимі негативного і позитивного зображення в реальному масштабі часу. Голограми, що зареєстровані такими фотохромними системами, відрізняються високою дифракційною ефективністю, променевою та термічною стійкістю. Запропонована технологія виготовлення методами голографічної оптики об’ємних дифракційних структур, що являють собою комбінацію із трьохмірних пропускаючих дифракційних ґраток. На основі таких елементів розроблені оптико-електронні пристрої різноманітного призначення принципово нового класу: для модуляції та стабілізації інтенсивності світлового променя; перетворення фазових коливань в амплітудні; для розподілу світлового пучка з керованим співвідношенням інтенсивностей пучків, що розділяються в інтервалі 0…1; для вимірювання в автоматичному режимі лінійних і кутових переміщень одночасно за двома координатами та ін. Розроблені нові оптичні методи керування і не руйнуючого контролю в точному приладо- і машинобудуванні, виробництві напівпровідникових і композиційних матеріалів.

## Праці
- Эффекты рассеяния в объемных голограммах / А. В. Тюрин, В. Е. Мендель, В. А. Неклюдов, А. Ю. Попов // Оптика и спектроскопия. – 1991. – Т. 70, вып. 6. – С. 1286-1290.
- Вольт-амперные характеристики пленок сульфида свинца с различным содержанием оксидных фаз / А. В. Тюрин, А. Н. Алешин, А. В. Бурлак [и др.] // Неорганические материалы. – 1995. – Т. 31, вып. 3. – С. 426-427
- Голографическая интерферометрия поверхности композиционных диэлектриков при нагреве / А. В. Тюрин, Ю. Г. Ганин, И. М. Жеру [и др.] // Известия РАН. – 1992. – Т. 56, № 1
- Вплив попереднього ультрафіолетового засвітлення на голографічні характеристики адитивно забарвлених кристалів КС1 / Д. О. Владимиров, В. Ю. Мандель, А. Ю. Попов, О. В. Тюрін // Фотоэлектроника. – 2002. – Вып. 11. – С. 98-99
- Влияние межкристаллитных прослоек на электрические свойства пленок сульфида свинца / А. Н. Алешин, В. А. Ляшевская, В. Е. Мандель, С. С. Павлов, В. А. Пастернак, А. В. Тюрин // Фотоэлектроника. – 2002. – Вып. 11. – С. 89-91
- Исследование релаксации заряда в тонких пленках сульфида свинца с различным потенциальным рельефом зон / А. Н. Алешин, В. А. Ляшевская, В. Е. Мандель, С. С. Павлов , В. А. Пастернак, А. В. Тюрин  // Фотоэлектроника. – 2002. – Вып. 11. – С. 85-89
- Влияние ионизирующего облучения на электронно-ионные процессы в щелочно-галоидных кристаллах при воздействии стационарных пространственно-периодических световых полей / Д. О. Владимиров, В. Т. Мак, В. Ю. Мандель, А. Ю. Попов, А. В. Тюрин // Фотоэлектроника. – 2003. – Вып. 12. – С. 41-45
- Бесконтактный голографический метод измерения линейных перемещений / В. Е. Мандель, А. Ю. Попов, А. В. Тюрин, Ю. Б. Шугайло // Оптический журнал. – 2003. – Т. 70, № 6. – С. 57-61
- Стабилизация интерференционной картины при записи объемных пропускающих голограмм / В. Е. Мандель, А. Ю. Попов, А. В. Тюрин, Ю. Б. Шугайло // Оптический журнал. – 2003. – Т. 70, № 10. – С. 72-75
- Компьютерное моделирование фотоиндуцированной диффузно-дрейфовой неустойчивости в пространственно-периодических световых полях / А. Ю. Попов, А. В. Тюрин, Д. А. Владимиров // Вестник Черкасского университета. Серія: Физико-математические науки. – 2003. – Вып. 53. – С. 122-131
- Особенности спектра излучения плазмы в малоиндуктивной вакуумной искре: релятивистский расчет с учетом КЭД эффектов / Г. П. Перепелица, А. В. Тюрин, Ю. Г. Чернякова // Физика аэродисперсных систем. – 2003. – Вып. 40. – С. 327-331
- Контроль и управление оптимальным режимом работы неохлажденных фотоприемных модулей на основе пленок сульфида свинца / А. Н. Алешин, В. Н. Любота, В. Е. Мандель, С. С. Павлов, В. А. Пастернак, А. В. Тюрин // Оптический журнал. – 2004. – Т. 71, № 7. – С. 19-23
- Основы высшей математики : в 2 ч. / А. В. Тюрин, М. Г. Мирокьян, С. А. Жуков. – Одесса : Букаев В. В., 2010. – Ч. 2: Матеиатический анализ. – 549 с.